# Deutz-Kalker Bad

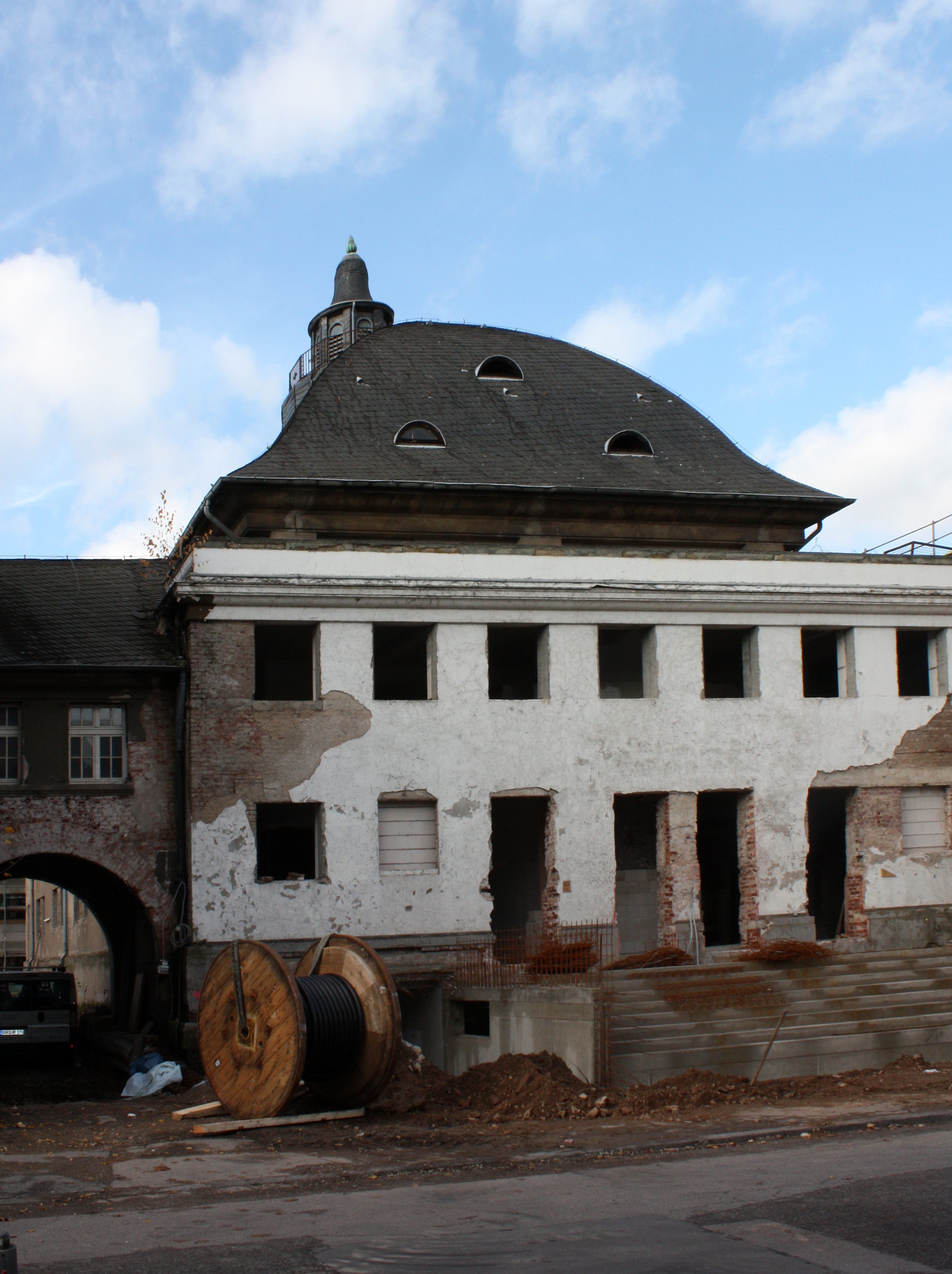
Deutz-Kalker Bad, Teilbestand

Das Deutz-Kalker Bad war ein Hallenschwimmbad in Köln-Deutz, das 1913 erbaut und bis 1996 als öffentliche Badeanstalt genutzt wurde.
Trotz seiner Schließung im Jahre 1996 war es bis Ende 2012 Namensgeber der U-Bahn-Haltestelle „Deutz-Kalker Bad“ der KVB, bevor sie in Deutz Technische Hochschule umbenannt wurde.

## Errichtung und Betrieb
Der Jugendstil-Bau wurde 1914 als „Kaiser-Wilhelm-Bad“ eröffnet und bis 1918 als Militärbadeanstalt für die Deutzer Kürassiere betrieben. Nach dem Ersten Weltkrieg war das Bad bis zur teilweisen Zerstörung im Zweiten Weltkrieg für die Allgemeinheit geöffnet. 1947 wurde verbliebener Schutt aus dem Becken geholt und der Badebetrieb wieder aufgenommen. Zu dieser Zeit gab es in Köln neben dem Deutz-Kalker Bad nur noch das Neptunbad. Obwohl das Bad nur ein 20-Meter-Becken mit drei Bahnen besaß, hielt der Schwimmverein SV Rhenania Köln hier bis 1961 seinen Übungsbetrieb ab. Auch Prominente wie die Boxer Peter Müller und Jupp Elze oder der Musiker Hans Süper waren regelmäßige Badegäste.
Als 1986 das Thermalbad im Rheinpark abbrannte, wurde das Thermalwasser von dort mit Tanklastwagen zum Deutz-Kalker Bad transportiert. Mit Eröffnung des Thermalbades „Claudius-Therme“ 1996 wurde der Betrieb des Deutz-Kalker Bades eingestellt und das Becken geleert.

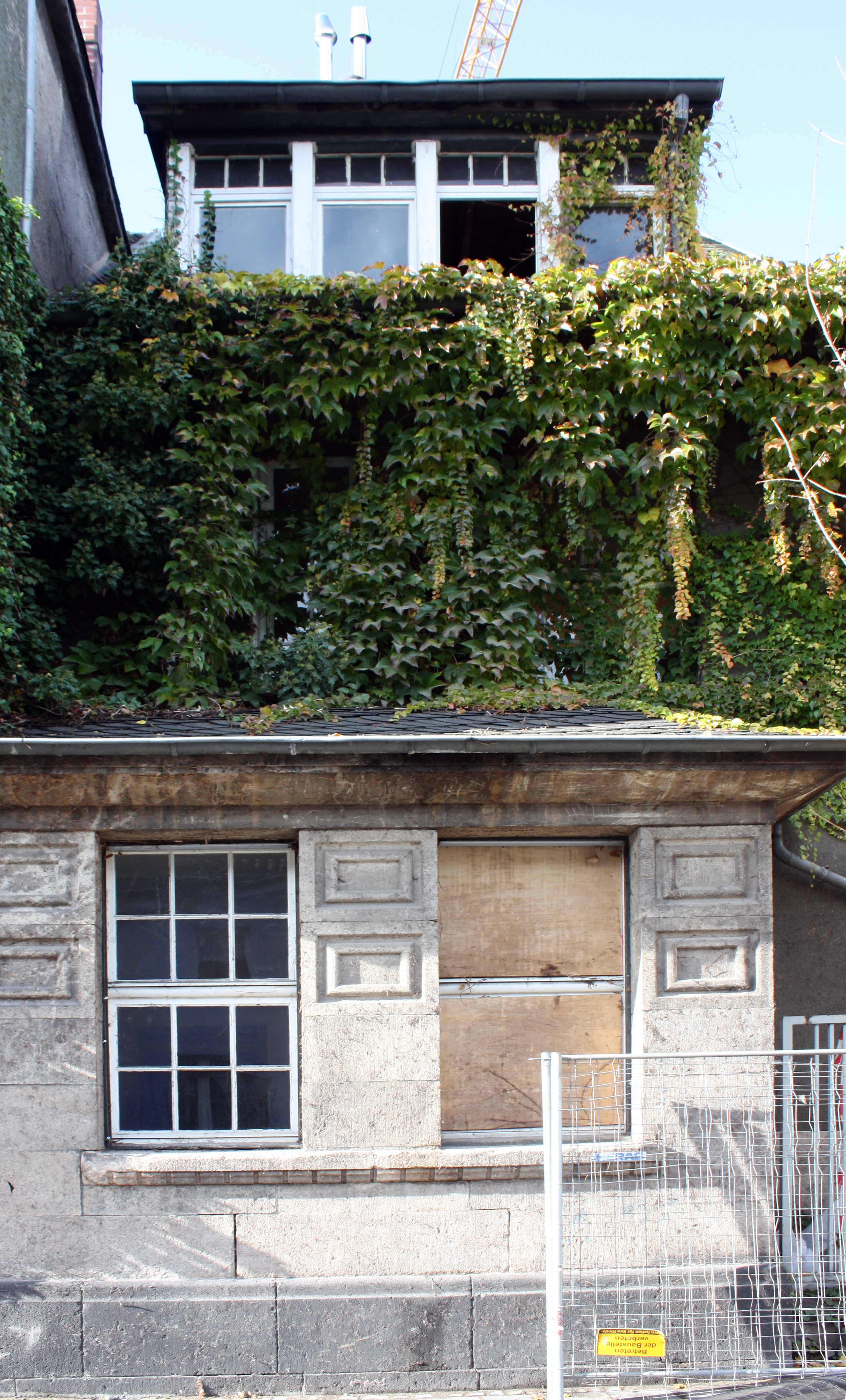
Rest des Seitentraktes
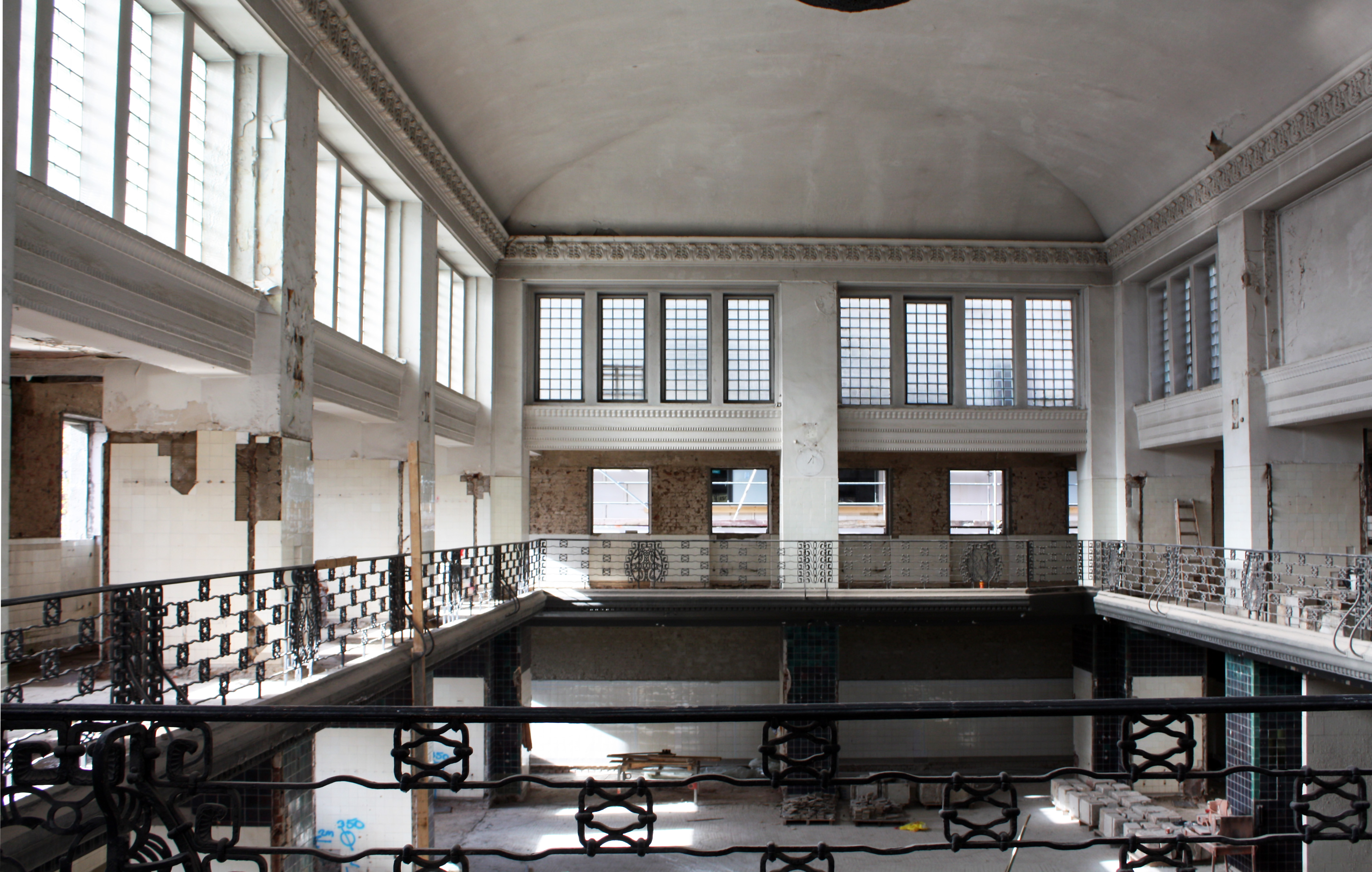
Badehaus von der Galerie
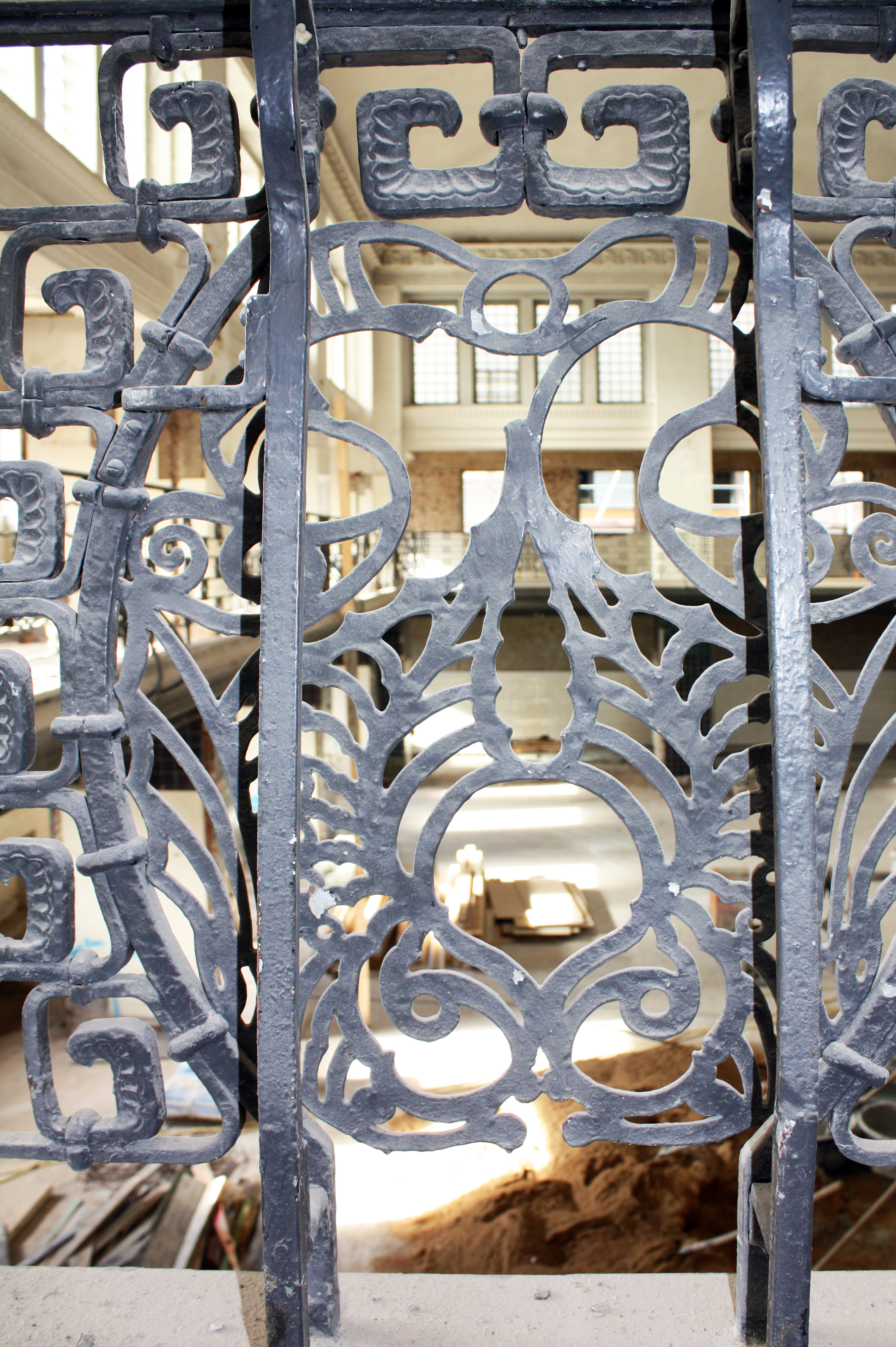
Detail des umlaufenden Galeriegitters
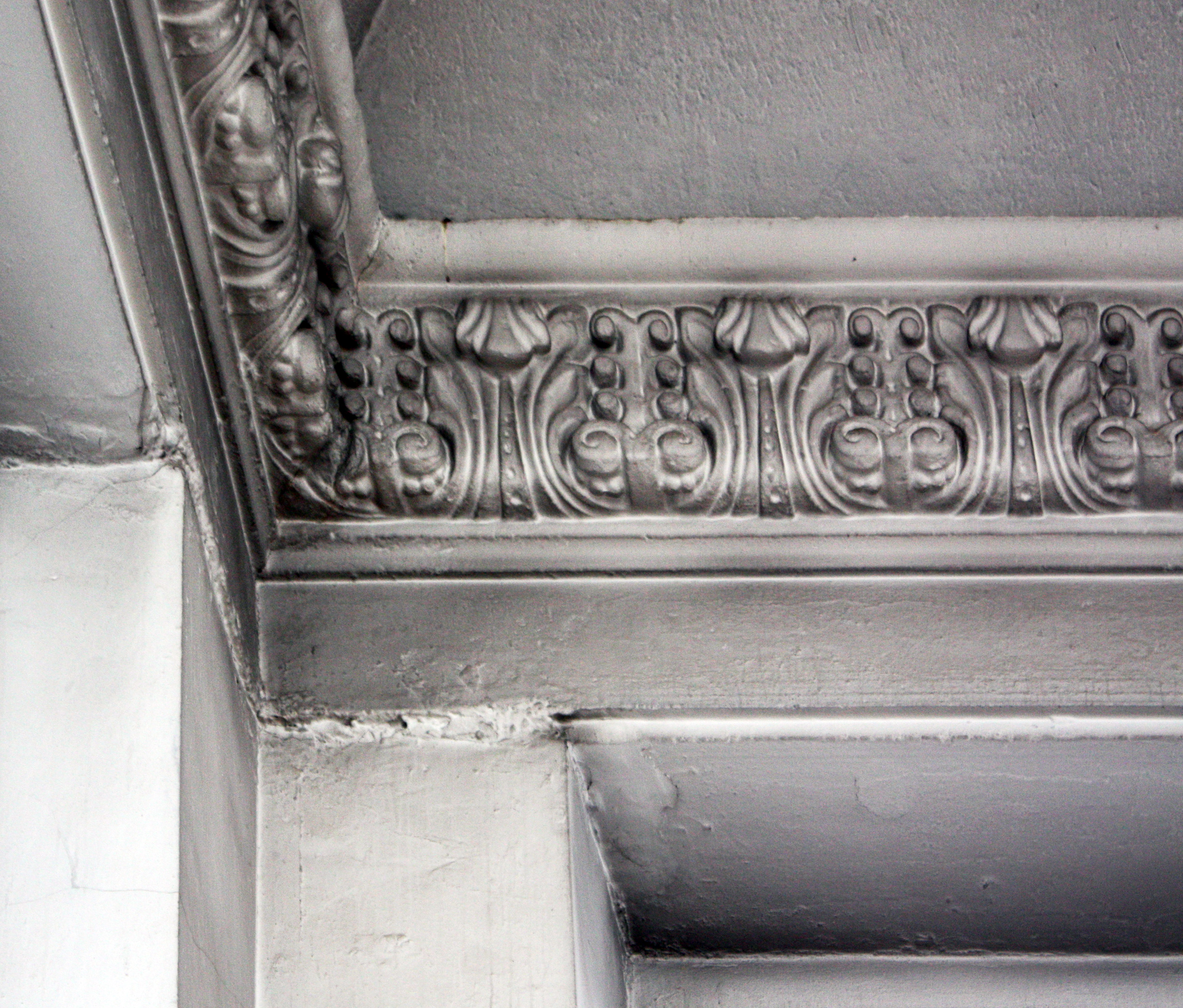
Deckenfries, Detail

## Nachnutzung
Das ehemalige Bad wurde ab 2008 für rund elf Millionen Euro zu einem Hotel umgebaut. Beim Umbau blieben unter Auflagen der Denkmalschutzbehörde die Stuckdecken im Eingangsbereich und die Fliesen im Empfangsraum erhalten. Nach Angaben des Architekten sei der Entwurf „durch die historische Silhouette sehr inspiriert, aber es handelt sich nicht um eine Rekonstruktion oder historisierende Architektur.“ Es sei gelungen, eine Symbiose aus historischer Substanz und modernem Ambiente zu schaffen. Das „Günnewig Hotel Stadtpalais“ eröffnete am 1. Mai 2010 seinen Betrieb – seit 2015 eigenständig als Hotel Stadtpalais. In der Schwimmhalle selbst ist im Herbst 2019 ein Restaurant eröffnet worden. Der Boden ist auf Höhe des ehemaligen Wasserniveaus.